# 野田俊作 (精神科医・心理学者)
野田 俊作（のだ しゅんさく、1948年3月10日 - 2020年12月3日）は、日本の精神科医・心理学者。大阪大学医学部卒。シカゴ・アルフレッド・アドラー研究所留学、神戸家庭裁判所 医務室技官勤務の後、新大阪駅前にて相談施設(アドラーギルド)開業。日本アドラー心理学会認定指導者、初代日本アドラー心理学会会長。一般社団法人日本ガルチェン協会代表理事。著書『アドラー心理学を語る1 性格は変えられる』、『アドラー心理学を語る2 グループと瞑想』、『アドラー心理学を語る3 劣等感と人間関係』、『アドラー心理学を語る4 勇気づけの方法』、『クラスはよみがえる』、訳書『アドラーの思い出』(いずれも創元社)など。日本におけるアドラー心理学の第一人者。

## アドラーギルド
アドラーギルドにおいて「― 今こそ、伝統のアドラー心理学を ―」と題したアドラー心理学に関する氏の公演アーカイブを毎月聴くことができる。mp3ファイルで１回に２巻ずつ供給される。

## 主要な著作
- 野田 俊作 『登校拒否・非行は直せる』 1982年　日本経済通信社
- 野田 俊作 『家庭内暴力をなおす―薬物療法と精神療法』 1983年 コンパニオン出版
- 野田 俊作 『新しい社会と子育て―今なぜ、子育てを学ばなければならないか』 2003年 あうん堂本舗
- 野田 俊作 『オルタナティブ・ウェイ―サイコセラピーとアドラー心理学』 2001年 アニマ2001
- 野田 俊作 『続アドラー心理学 トーキングセミナー―勇気づけの家族コミュニケーション』 1991年 アニマ2001
- 野田 俊作、萩昌子 『クラスはよみがえる:学校教育に生かすアドラー心理学』 1989年 創元社
- 野田 俊作 『アドラー心理学トーキングセミナー―性格はいつでも変えられる』 1989年 星雲社
- 野田 俊作、萩昌子  『アドラー心理学でクラスはよみがえる:叱る・ほめるに代わるスキルが身につく』 2017年 創元社
- 野田 俊作 『アドラー心理学を語る1 性格は変えられる』 2016年 創元社
- 野田 俊作 『アドラー心理学を語る2 グループと瞑想』 2016年 創元社
- 野田 俊作 『アドラー心理学を語る3 劣等感と人間関係』 2017年 創元社
- 野田 俊作 『アドラー心理学を語る4 勇気づけの方法』 2017年 創元社